# Takeshi Urakami
Takeshi Urakami (浦上 壮史?, Urakami Takeshi; Prefettura di Osaka, 7 febbraio 1969) è un ex calciatore giapponese, di ruolo portiere.